# 옥전국민학교 신계분교
옥전국민학교 신계분교는 경상북도 의성군 옥산면에 있었던 국민학교 분교이다.

## 연혁
- 1962년 4월 26일 옥전국민학교 신계분교 설립 인가
- 1962년 9월 4일 신계분교장 개교
- 1963년 3월 1일 신계국민학교 승격 분리
- 1986년 3월 1일 옥전국민학교 분교장 격하 편입
- 1992년 3월 1일 폐교 및 옥전국민학교 통폐합